# Йохан Ердман фон Промниц
Йохан Ердман фон Промниц (на немски: Johann (Johannes) Erdmann, Graf von Promnitz; * 2 февруари 1719, Зорау, (днес Жари, Полша); † 4 юли 1785, вер. Дурлах, Маркграфство Баден-Дурлах) е имперски граф на Промниц и Плес, господар на Зорау, Трибел, Наумбург ам Бобер и Дрена, също на Фечау в Долна Лужица и в Силезия.

## Произход, управление и наследство
Той е син на граф Ердман II фон Промниц (1683 – 1745) и първата му съпруга му принцеса Анна Мария фон Саксония-Вайсенфелс (1683 – 1731), дъщеря на херцог Йохан Адолф I фон Саксония-Вайсенфелс (1649 – 1697) и първата му съпруга Йохана Магдалена фон Саксония-Алтенбург (1656 – 1686). Баща му Ердман II се жени втори път 1733 г. в Шлайц за Хенриета Елеонора фон Лобенщайн (1706 – 1762). Полубрат е на Зигфрид фон Промниц-Дрена (1734 – 1760), граф на Промниц-Дрена.
Йохан Ердман се жени на 5 август 1744 г. за Каролина фон Шьонайх-Каролат (* 20 юни 1727; † 18 декемвеи 1762), дъщеря на 1. княз Ханс Карл цу Каролат-Бойтен (1689 – 1763), фрайхер на Бойтен-Шьонайх, и бургграфиня и графиня Амалия фон Дона-Шлодиен (1692 – 1761). Бракът е бездетен.
През 1745 г. Йохан Ердман наследява от баща си господствата Плес, Зорау, Трибел и Наумбург ам Бобер. През 1760 г. получава от умрелия си полубрат Зигфрид господствата Кличдорф, Верау, Дрена и Фечау.
През 1765 г. Йохан Ердман, след смъртта на съпругата му Каролина без наследници, дава свободното господство Плес на своя племенник Фридрих Ердман фон Анхалт-Кьотен (1731 – 1797) и продава господствата Зорау и Трибел на саксонския курфюрст. Господството Дрена, също Фечау, той оставя на сестра си Агнес София (1720 – 1791).
Йохан Ердман фон Промниц умира бездетен на 66 години на 4 юли 1785 г. от температура на жлъчката на път вероятно в Дурлах в Баден. С него измира по мъжка линия графския род фон Промниц.